# Drumul spre Bali
Road to Bali este un film de comedie muzical american din 1952. În rolurile principale joacă actorii Bing Crosby și Bob Hope.

## Distribuție
- Bing Crosby ca George Cochran
- Bob Hope ca Harold Gridley
- Dorothy Lamour ca Princess Lala McTavish
- Murvyn Vye ca Prince Ken Arok
- Peter Coe ca Gung
- Ralph Moody ca Bhoma Da
- Leon Askin ca King Ramayana
- Carolyn Jones ca Eunice
- Michael Ansara ca Guard
- Harry Cording ca Verna's papa

### Actorii cameo
- Jerry Lewis
- Dean Martin